# Grand Prix automobile de Marseille 1950
Le Grand Prix automobile de Marseille 1950 (VIII Grand Prix de Marseille) est un Grand Prix qui s'est tenu dans le parc Borély à Marseille. Le Français Robert Manzon part en pole position et la course est remportée par le pilote italien Luigi Villoresi.

## Classement de la course
| Pos. | no | Pilote                | Écurie                        | Châssis           | Tours | Temps/Abandon       |
| ---- | -- | --------------------- | ----------------------------- | ----------------- | ----- | ------------------- |
| 1    | 2  | Luigi Villoresi       | Ferrari                       | Ferrari 166 F2    | 80    | 1 h 48 min 15 s 2   |
| 2    | 10 | Alberto Ascari        | Ferrari                       | Ferrari 166 F2    | 80    | 1 h 48 min 15 s 8   |
| 3    | 2  | Juan Manuel Fangio    | Scuderia Achille Varzi        | Ferrari 166 F2    | 80    | 1 h 48 min 16 s 2   |
| 4    | 6  | Raymond Sommer        | Privé                         | Ferrari 166 F2    | 80    | 1 h 49 min 28 s 6   |
| 5    | 18 | Maurice Trintignant   | Équipe Gordini                | Simca Gordini T15 | 76    | + 4 tours           |
| 6    | 30 | Harry Schell          | Privé                         | Simca Gordini T11 | 73    | + 7 tours           |
| 7    | 26 | Roger Loyer           | Écurie de Paris               | Simca Gordini T15 | 71    | + 9 tours           |
| 8    | 28 | Raoul Martin          | Privé                         | Simca 8           | 63    | + 17 tours          |
| 9    | 14 | Roberto Vallone       | Ferrari                       | Ferrari 166 F2    | 60    | + 20 tours          |
| 10   | 20 | André Simon           | Équipe Gordini                | Simca Gordini T15 | 53    | + 27 tours          |
| Abd. | 16 | Robert Manzon         | Équipe Gordini                | Simca Gordini T15 | 39    | magnéto             |
| Abd. | 24 | Ferdinando Righetti   | Privé                         | Stanguellini      | 23    | boite de vitesses   |
| Abd. | 12 | Giovanni Bracco       | Ferrari                       | Ferrari 166 F2    | 15    |                     |
| Abd. | 4  | José Froilán González | Scuderia Achille Varzi        | Simca Gordini T15 | 2     | mécanique           |
| Np.  | 22 | Giuseppe Farina       | OSCA Automobili               | OSCA MT4          |       | Accident aux essais |
| Np.  | 30 | René Simon            | Automobiles Deutsch et Bonnet | DB-Panhard        |       |                     |